# Psammocora decussata
Psammocora decussata là một loài san hô trong họ Siderastreidae. Loài này được Yabe & Sugiyama mô tả khoa học năm 1937.